# Discografia degli Anthrax

## Discografia

### Album in studio
| Data              | Titolo                       | Etichetta               | Billboard 200 | US sales |
| gennaio 1984      | Fistful of Metal             | Megaforce               |               |          |
| 30 ottobre 1985   | Spreading the Disease        | Island                  | 113           |          |
| 22 marzo 1987     | Among the Living             | Island                  | 62            | Oro      |
| 18 settembre 1988 | State of Euphoria            | Island                  | 30            | Oro      |
| 21 agosto 1990    | Persistence of Time          | Island                  | 24            | Oro      |
| 25 maggio 1993    | Sound of White Noise         | Elektra                 | 7             | Oro      |
| 24 ottobre 1995   | Stomp 442                    | Elektra                 | 47            |          |
| 21 luglio 1998    | Volume 8: The Threat Is Real | Ignition                | 118           |          |
| 6 maggio 2003     | We've Come for You All       | Nuclear Blast           | 122           |          |
| 13 settembre 2011 | Worship Music                | Megaforce/Nuclear Blast | 12            |          |
| 26 febbraio 2016  | For All Kings                | Megaforce/Nuclear Blast | 9             |          |

### Album dal vivo
- 1994 - Live: The Island Years
- 2004 - Music of Mass Destruction
- 2005 - Alive 2
- 2007 - Caught in a Mosh: BBC Live in Concert
- 2009 - The Big 4 Live from Sofia, Bulgaria (con Metallica, Megadeth e Slayer)
- 2014 - Chile on Hell
- 2018 - Kings Among Scotland

### Raccolte
- 1987 - Fistful of Anthrax (uscito solo in Giappone)
- 1991 - Attack of the Killer B's
- 1998 - Moshers 1986-1991
- 1999 - Return of the Killer A's
- 2001 - Madhouse - The Very Best of Anthrax
- 2001 - Universal Masters Collection
- 2002 - The Collection
- 2004 - The Greater of Two Evils
- 2005 - Anthrology: No Hit Wonders (1985-1991)
- 2007 - Colour Collection

### EP
- 1985 - Armed and Dangerous
- 1987 - I'm the Man
- 1989 - Penikufesin
- 1991 - Free B's
- 1996 - Nothing
- 1999 - Inside Out
- 2003 - Summer 2003
- 2013 - Anthems

## Singoli
| Anno | Titolo                                 | Posizioni nelle classifiche | Posizioni nelle classifiche | Posizioni nelle classifiche | Posizioni nelle classifiche | Album                        |
| Anno | Titolo                                 | Billboard Hot 100           | Modern Rock Tracks          | Mainstream Rock Tracks      | UK Singles Chart            | Album                        |
| 1984 | "Soldiers of Metal"                    | -                           | -                           | -                           | -                           | Fistful of Metal             |
| 1985 | "Madhouse"                             | -                           | -                           | -                           | -                           | Spreading The Disease        |
| 1985 | "Armed And Dangerous"                  | -                           | -                           | -                           | -                           | Spreading The Disease        |
| 1987 | "I'm The Man"                          | -                           | -                           | -                           | 20                          | I'm The Man                  |
| 1987 | "I Am The Law"                         | -                           | -                           | -                           | 32                          | Among The Living             |
| 1987 | "Indians"                              | -                           | -                           | -                           | 44                          | Among The Living             |
| 1987 | "Caught In A Mosh"                     | -                           | -                           | -                           | -                           | Among The Living             |
| 1988 | "Make Me Laugh"                        | -                           | -                           | -                           | 26                          | State Of Euphoria            |
| 1989 | "Anti-Social"                          | -                           | -                           | -                           | 44                          | State Of Euphoria            |
| 1989 | "Who Cares Wins"                       | -                           | -                           | -                           | -                           | State Of Euphoria            |
| 1990 | "Got The Time"                         | -                           | -                           | -                           | 16                          | Persistence of Time          |
| 1990 | "In My World"                          | -                           | -                           | -                           | 29                          | Persistence of Time          |
| 1990 | "Belly of the Beast"                   | -                           | -                           | -                           | -                           | Persistence of Time          |
| 1991 | "Bring the Noise" (con i Public Enemy) | -                           | -                           | -                           | 14                          | Attack Of The Killer B's     |
| 1993 | "Black Lodge"                          | -                           | -                           | 38                          | 53                          | Sound Of White Noise         |
| 1993 | "Hy Pro Glo"                           | -                           | -                           | -                           | -                           | Sound Of White Noise         |
| 1993 | "Only"                                 | -                           | -                           | 26                          | 36                          | Sound Of White Noise         |
| 1993 | "Room for One More"                    | -                           | -                           | -                           | -                           | Sound Of White Noise         |
| 1995 | "Fueled"                               | -                           | -                           | -                           | -                           | Stomp 442                    |
| 1996 | "Nothing"                              | -                           | -                           | -                           | -                           | Stomp 442                    |
| 1996 | "Bordello Of Blood"                    | -                           | -                           | -                           | -                           | Bordello of Blood Soundtrack |
| 1998 | "Born Again Idiot"                     | -                           | -                           | -                           | -                           | Volume 8: The Threat Is Real |
| 1998 | "Inside Out"                           | -                           | -                           | -                           | -                           | Volume 8: The Threat Is Real |
| 1998 | "P&V"                                  | -                           | -                           | -                           | -                           | Volume 8: The Threat Is Real |
| 1999 | "Ball Of Confusion"                    | -                           | -                           | -                           | -                           | Return Of The Killer A's     |
| 2003 | "Safe Home"                            | -                           | -                           | -                           | -                           | We've Come For You All       |
| 2003 | "Taking The Music Back"                | -                           | -                           | -                           | -                           | We've Come For You All       |
| 2004 | "What Doesn't Die"                     | -                           | -                           | -                           | -                           | We've Come For You All       |
| 2004 | "Deathrider"                           | -                           | -                           | -                           | -                           | The Greater Of Two Evils     |
| 2011 | "New Noise"                            | -                           | -                           | -                           | -                           | Worship Music                |
| 2011 | "Fight 'em 'Til You Can't"             | -                           | -                           | -                           | -                           | Worship Music                |
| 2011 | "The Devil You Know"                   | -                           | -                           | -                           | -                           | Worship Music                |

## VHS/DVD
- 1986 - US Speed Metal Attack (VHS)
- 1987 - Oidivnikufesin (VHS)
- 1991 - Live Noize (VHS)
- 1991 - Through Time (P.O.V.) (VHS)
- 1991 - Attack of the Killer B's: Videos (VHS)
- 1994 - White Noise: The Videos (VHS)
- 1996 - Nothing
- 1999 - Return of the Killer A's: Video Collection (VHS)
- 2003 - Rock Legends (DVD)
- 2004 - Music of Mass Destruction (DVD)
- 2004 - Rock Legends (DVD)
- 2005 - Alive 2 (DVD)
- 2005 - Anthrology: No Hit Wonders (1985-1991) (DVD)